# チアパス地震 (2017年)
チアパス地震（西: Terremoto de Chiapas de 2017）は、現地時間 2017年9月7日23時49分 (UTC4時49分) にメキシコチアパス州沖で発生した地震である。震源は、チアパス州ピヒヒアパンの沖約87km南のテワンテペク湾で、マグニチュードは8.2。
日本のメディアでは、主に「メキシコ地震」で報道されている。
周辺で観測された地震動や地殻変動記録の解析により、沈み込むプレート内のほぼ全てを破壊する地震であったと報告されている。

## 地震のメカニズム
正断層型の地震

## 被害・影響
この地震による死者は少なくとも90人（オアハカ州71人など）に登る。
物的被害も生じ、損壊が生じた住宅は少なくとも100棟とされ、500人以上が家を失った。また、ホテルや飲食店などの施設も影響が生じた。

チアパス地震の前震、本震、余震のマグニチュード